# Cratiță

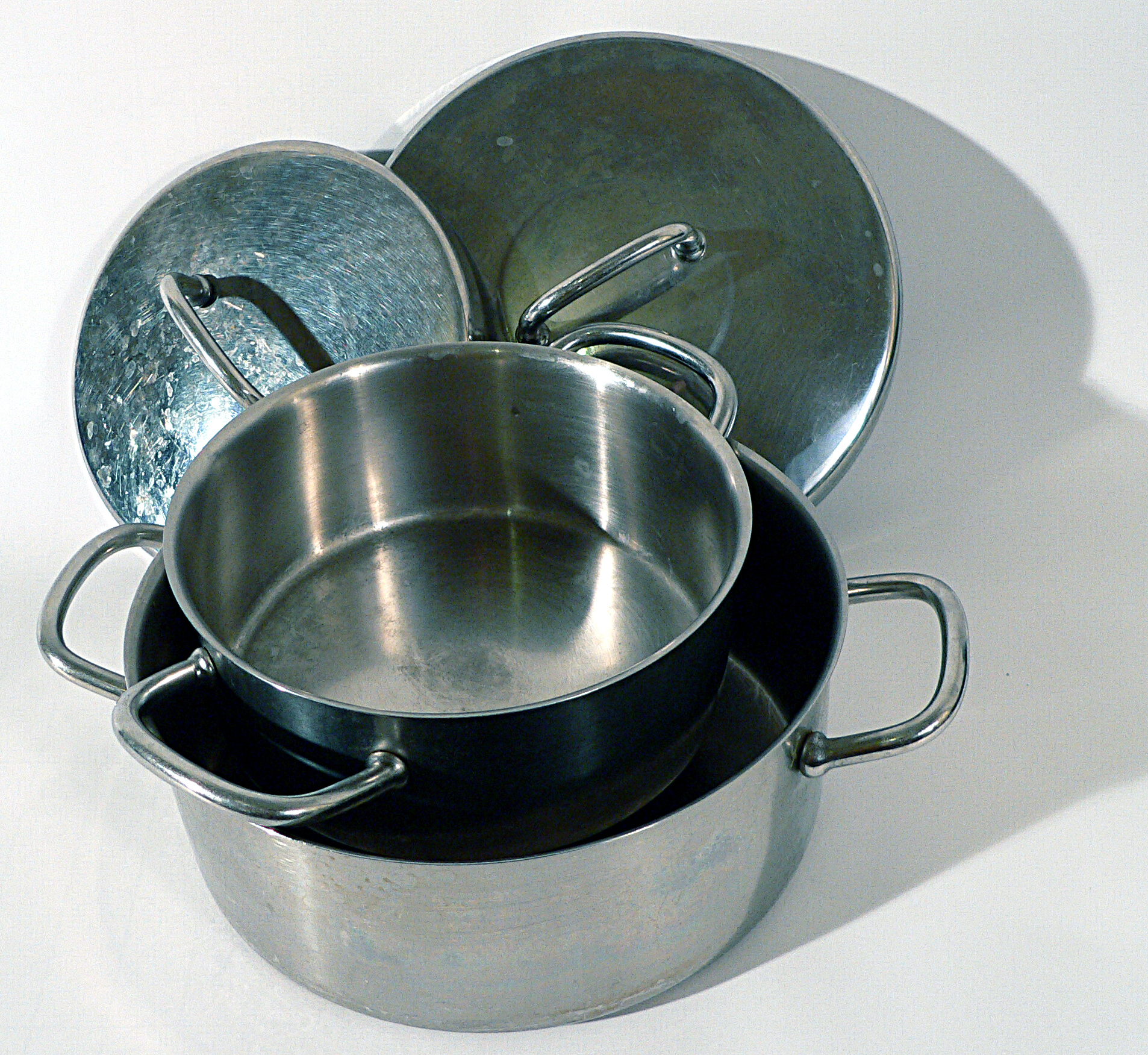
Cratițe

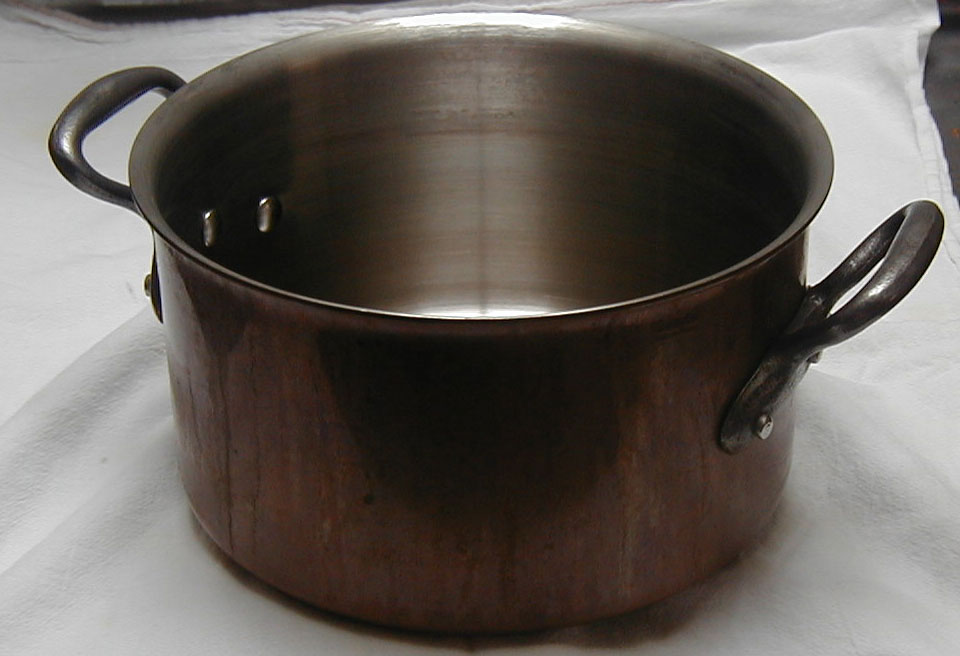
Cratiță

Cratița este un vas de bucătărie, mai scundă decât o oală și mai înaltă decât o tigaie, care este folosită pentru pregătirea mâncărurilor gătite pe foc, la temperaturi ridicate. Se fabrică din fontă, oțel sau aluminiu și este uzual prevăzută cu capac și toarte laterale pentru mânuit.